# Nemognatha brevicollis
Nemognatha brevicollis es una especie de coleóptero de la familia Meloidae.

## Distribución geográfica
Habita en México.